# Cellule à enclumes de diamant
Pour les articles homonymes, voir DAC.

Schéma du principe d'une cellule à enclumes de diamant.

La cellule à enclumes de diamant est un dispositif expérimental qui permet de soumettre un matériau à des pressions et températures très élevées et de réaliser de nombreuses mesures physiques dans ces conditions. 
Ses performances et sa relative facilité d'utilisation en ont fait un dispositif incontournable dans les études des comportements des matériaux sous hautes pressions. Elle est notamment très utilisée en géologie où les conditions existant dans le manteau terrestre peuvent être reproduites.
Le terme se retrouve également écrit cellule à enclumes de diamants (en anglais : diamond anvil cell ou DAC) ou presse à enclumes de diamant également écrit presse à enclumes de diamants)

## Histoire du développement

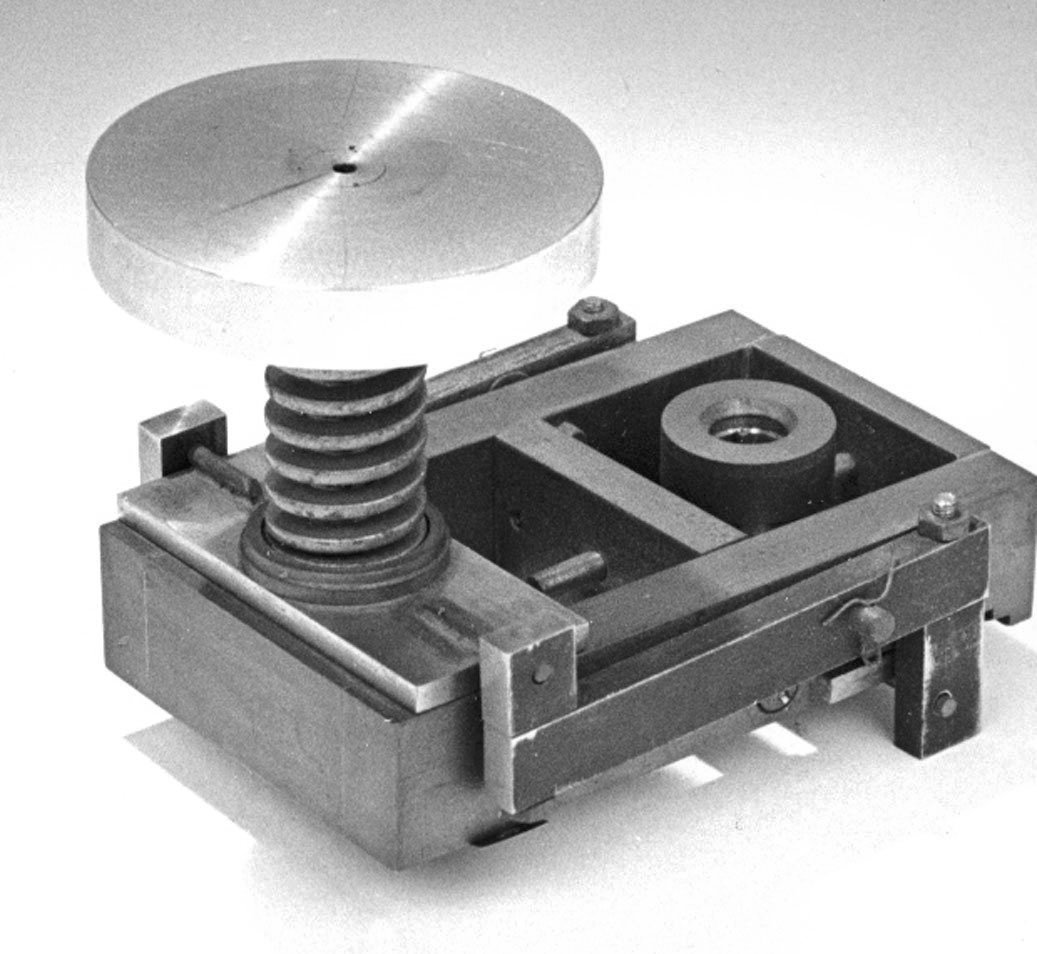
Première cellule à enclumes de diamant exposée au musée du NIST de Gaithersburg.

La DAC a été conçue aux États-Unis en 1958 et la technique de mesure de la pression par fluorescence du rubis en 1972. Ces deux techniques ont été mises au point au National Bureau of Standards (NBS), aujourd'hui connu sous le nom de National Institute of Standards and Technology (NIST), par Charles E. Weir, Alvin Van Valkenburg, Ellis R. Lippincott et Elmer N. Bunting,.
Le NBS étant une institution fédérale américaine, Alvin Van Valkenburg obtient gratuitement des diamants pour concevoir son enclume. Ces diamants avaient été confisqués par le gouvernement américain à des trafiquants de diamants. Cet aspect est important, car la mise au point de la cellule à enclumes de diamants aurait très certainement été ralentie si les chercheurs avaient été obligés de payer les diamants, car un certain nombre ont été détruits avant de réussir à concevoir un instrument fonctionnel.
Dans les années 1970 sont créées dans les laboratoires universitaires des équipements de plus basse pression utilisés pour des échantillons de plus gros volumes : presses multi-enclumes (en), systèmes piston-cylindre. Le couplage avec un faisceau laser infrarouge continu permettant de monter progressivement la température se développe dans les années 1990. 

## Principe général
La pression est une force appliquée sur une surface, dont la formule est la suivante :
{\displaystyle p={\frac {F}{S}}}
Pour atteindre de hautes pressions, on peut agir sur deux aspects :
- la force appliquée que l'on augmente ;
- la surface que l'on diminue.

La cellule à enclumes de diamant joue principalement sur ce second aspect en réduisant la surface. Ainsi, une importante force est appliquée sur une petite surface, produisant de hautes pressions.
L'échantillon que l'on désire étudier est placé dans un fourreau (ou joint) métallique pour assurer l'étanchéité du milieu et deux diamants font office d'enclumes en pressant l'échantillon.
Le diamant a plusieurs propriétés qui le rendent idéal pour ce genre d'utilisation :
- c'est le matériau naturel le plus dur que l'on connaisse ; il résiste sans se déformer à de très hautes pressions ;
- il a des propriétés optiques excellentes qui, lorsqu'il est pur, le rendent transparent à une grande partie du spectre électromagnétique, permettant ainsi d'étudier l'échantillon à travers les diamants en diffraction des rayons X, en spectroscopie Raman, etc.

C'est ainsi que des pressions allant jusqu'à 425 GPa (4,25 millions de fois la pression atmosphérique) et des températures de 5 000 kelvins (plus de 4 700 °C) peuvent être atteintes.

## Description

### Diamants
Les deux diamants opposés, sont généralement taillés à partir de pierres naturelles sans défauts, mais des diamants synthétiques (monocristallins ou nanocristallins) sont aussi utilisés. Souvent avec une taille brillant avec 16 facettes, ils ont typiquement un poids compris entre 1/8 et 1/3 de carat (25 à 70 mg). La culasse (pointe) est taillée et polie parallèle à la table (le côté opposé) et son diamètre (ainsi que le rapport de dimensions avec la table) est fondamental pour déterminer la pression maximum de travail de la cellule. Les culasses des deux diamants doivent être alignées optiquement afin de garantir leur parallélisme. Les spécifications des diamants comportent souvent des contraintes sur leurs propriétés optiques d'absorption ou de fluorescence qui doivent être adaptées en fonction des expériences à réaliser.

### Joint
Le joint est réalisé en inox, en bronze au béryllium ou en rhénium pour les très hautes pressions.
On part d'une pièce d'épaisseur 100 à 250 micromètres qu'on vient d'abord indenter entre les deux diamants, réduisant ainsi son épaisseur entre 30 et 80 micromètres. Un trou (la chambre de pression) est ensuite percé dans le joint avec une microperceuse ou par électroérosion. Le diamètre du trou est évidemment plus petit que la partie indentée du joint. De manière générale, les trous les plus petits sont les plus stables.

### Milieu transmetteur
Afin d'assurer des conditions de pression aussi hydrostatique que possible, il est nécessaire de baigner l'échantillon dans un milieu transmetteur de pression. Un milieu transmetteur idéal doit rester liquide et ne pas interférer avec les mesures qui seront réalisées, et ce dans toute la gamme de pression et de température explorée.
Les meilleurs milieux transmetteurs sont les gaz nobles. Ils doivent être introduits à l'état liquide dans la chambre de pression. Pour l'argon et le krypton, on peut procéder simplement à pression ambiante par condensation à l'aide d'azote liquide. En revanche, un chargement en hélium ou néon doit être fait sous une pression de 100 à 200 MPa à l'aide d'un compresseur. Tous ces gaz se solidifient à des pressions relativement basses, mais forment des solides très mous qui permettent d'obtenir une bonne hydrostaticité.
Un autre milieu transmetteur très courant est un mélange éthanol-méthanol dans un rapport 1:4. Celui-ci, liquide à température ambiante, se solidifie vers 10 GPa et peut causer d'importants gradients de pression dans la chambre. Il reste néanmoins couramment utilisé pour des mesures à basses pressions. Certains milieux transmetteurs solides (CsI, KBr) sont parfois utilisés également.

## Instrumentation et mesures associées

### Mesure de la pression
La mesure de la pression exercée sur l'échantillon fut longtemps un problème majeur qui freina l'utilisation des enclumes de diamants. L'étalonnage de l'évolution d'une raie de fluorescence du rubis en fonction de la pression à la fin des années 1970 permit de lever cet obstacle et contribua à l'essor de cette technique.
Aujourd'hui, la mesure de la pression exercée dans la chambre est réalisée de deux manières :
- en suivant une raie de fluorescence d'un étalon[7]. Le rubis, premier exemple pour lequel la pression a été étalonnée, reste le plus employé, mais d'autres choix sont possibles. Cette méthode est relativement légère à mettre en œuvre ; elle nécessite l'emploi d'un laser excitateur et d'un spectromètre permettant d'analyser la lumière émise par fluorescence ;
- en suivant les paramètres de maille d'un étalon, ce qui est possible par une mesure de diffraction. Il peut s'agir notamment de l'or ou du chlorure du sodium.

Les bons étalons pour ce type de mesure sont des cristaux ou des poudres qui restent stables dans le domaine de pressions et de températures considérées.

### Méthodes de chauffage
Le chauffage de la cellule est réalisé par des fours résistifs pour les températures allant jusqu'à 1 500 kelvins (un peu plus de 1 200 °C) ou 2 000 kelvins (un peu plus de 1 700 °C) selon les montages. Avec cette technique, la température est mesurée par un thermocouple.
On ne peut pas utiliser cette technique au-delà, car le diamant se transforme alors en graphite. Pour des températures supérieures, on se sert des propriétés optiques du diamant qui le rendent transparent à une grande partie du spectre électromagnétique. C'est ainsi que le faisceau d'un laser infrarouge de puissance est dirigé vers l'échantillon et traverse le diamant sans trop le chauffer. Ainsi, des températures allant jusqu'à 4 000 kelvins (3 700 °C) peuvent être atteintes. Dans ce cas, la mesure de la température est réalisée par l'étude de la lumière émise par l'échantillon.